# Carlet blanc de prat
El carlet blanc de prat(Cuphophyllus pratensis var. pallidus) és una espècie de bolet agarical de la família de les higroforàcies (Hygrophoraceae). del grup dels carlets blancs. Es diferencia fàcilment de la resta d'espècies de color blanc del gènere Cuphophyllus, pel fet que els darrers són menors, més esvelts i de barret lleugerament viscós, mentre el carlet blanc de prat té el barret sec.

## Taxonomia
El Rev. MJ Berkeley i CE Broome varen publicar una serie de treballs sota l'encapçalament de Notices of British Fungi. L'any 1873, descriuen en el número XXXVII una nova varietat de Hygrophorus pratensis que no identifiquen amb un nom. L'any següent, Mordecai Cubitt Cooke publica l'espècie Hygrophorus pratensis var. pallidus, amb els respectius noms dels autors.
L'any 1923,  JE Lange transfereix la varietat al gènere Camarophyllus (C. pratensis var. pallidus (Berk. & Broome) JE Lange).
Eef Arnolds l'any 1985 combina la varietat a Hygrocybe pratensis var. pallida.
La combinació actual la porta a terme M. Bon l'any 1989, Cuphophyllus pratensis var. pallidus (Berk. & Broome) Bon. Lodge et al validen mitjançant anàlisi molecular el gènere Cuphophyllus.
Diversos autors no consideren la varietat i restringeixen les seves característiques a un concepte ample de Cuphophyllus pratensis, el carlet ros de prat. Altres consideren la varietat com una espècie separada: Cuphophyllus berkeleyi. Descrita l'any 1960 per  P.D. Orton com a Hygrophorus berkeleyi. Més tard, 1969,  P.D. Orton i R. Watling la transfereixen  a Hygrocybe berkeleyi i M. Bon l'any 1985 a Cuphophyllus berkeleyi.

## Descripció
Barret de 2-10 cm; de hemisfèric fins a aplanat, algun cop més o menys cóncau; marge inicialment involut; superfície seca, pruïnosa en el jove; de blanca a ivori, amb el centre algun cop cremós o camusa; el color no varia amb els canvis d'humitat (no és higròfan); marge no estriat al trasllum.
Làmines decurrents i distants, de blanques a ivori.
Cama de 3-10 x 0.4-2 cm, cilíndrica però atenuada cap el peu; seca, no és flocosa a la part superior; del color del barret 
Carn engruixida al barret; blanca; olor i tast no distintius.

## Hàbitat
Més aviat rara, en petits grups en prats pasturats; des de l'estiu a finals de tardor; en la muntanya mitjana, sembla preferir els sòls calcaris.

## Distribució geogràfica
S'ha citat de la muntanya mitjana de la zona mediterrània i de països centreeuropeus i nòrdics, sovint com a Cuphophyllus berkeleyi.

## Espècies semblants
Altres espècies de carlets blancs, com el carlet blanc (Hygrophorus penarioides), el carlet blanc de fageda (Hygrophorus penarius), el carlet blanc de fageda menut (Hygrophorus fagi) i el carlet dels poetes (Hygrophorus poetarum) són especies força carnoses, també de barret sec, però que creixen en boscos de planifolis.
Les llenegues clares com la llenega blanca (Hygrophorus eburneus), llenega blanca d’estepa (Hygrophorus chrysodon var. cistophilus), llenega blanca de fageda (Hygrophorus discoxanthus), llenega blanca de vora groga (Hygrophorus chrysodon), llenega blanca pudent (Hygrophorus cossus), llenega groga (Hygrophorus gliocyclus), llenega blanca de bedoll (Hygrophorus hedrychii) o la llenega blanca de pi (Hygrophorus melizeus), tenen els barrets, i algun cop les cames, llenegoses.
Alguns exemplars de Cuphophyllus virgineus poden presentar el barret molt lleugerament llardosa pel que alguns autors l'anomenen mocosa blanca petita i altres pampinella blanca

## Comestibilitat
És assenyalada com a comestible.